# Károly Kotasz
Károly Kotasz, 4 november 1872, död 4 februari 1941 Rákoskeresztúr , var en ungersk konstnär.
Kotasz var elev bland annat till Jean-Paul Laurens. Han skildrade i sina tavlor främst ungerskt folkliv i landskap med staffage. Även som porträttmålare åtnjöt han ett stort rykte. Kotasz är representerade i Uffizierna, museer i Berlin, Paris Wien med flera platser. 1930 anordnades en större separatutställning av hans verk i Stockholm.